# Teatro documentário
O teatro documentário ou teatro de não-ficção é a forma teatral em que a "característica principal é o uso de documentos, fatos e memórias como fontes primárias para a elaboração de um espetáculo cênico".
Tal uso, contudo, não basta para que a obra se caracterize como documentário, pois muitas obras de ficção podem tomar por base documentos e, nem por isto, tratem de documentar um fato; é mister, portanto, que a base documental se destine a retratar a realidade tal como ela é, debatê-la, compreendê-la.

## Histórico
Esta forma teatral surgiu na Alemanha, em 1925, com o encenador Erwin Piscator, em decorrência das mudanças provocadas por sua participação na I Guerra Mundial, onde passou a encarar a sociedade e o papel da arte de forma diferente; assim, realizou seu primeiro drama documentário "Apesar de tudo!" com o uso de documentos como base para as cenas.

## No Brasil
O único estudo existente no país sobre o tema era a obra de Marcelo Soler, "Teatro Documentário: a pedagogia da não-ficção" (2010); a partir de então alguns espetáculos foram montados nesse estilo cênico, tais como "Luís Antonio—Gabriela" (da Companhia Mungunzá de Teatro, em São Paulo), "1961—2013" (da ZAP 18, de Belo Horizonte) ou "O Interrogatório de Eduardo Wotzik" (no Rio de Janeiro, quando ainda foi feita a apresentação de debates, espetáculos e textos sobre o tema). Em 2016 Rogério Nagai escreve e dirige "Os Três Sobreviventes de Hiroshima" realizado com três sobreviventes da bomba atômica de Hiroshima, residentes no Brasil, baseado no biodrama (uma vertente do teatro-documentário) resultado das pesquisas de 2012-2013 do projeto Travessias em Conflito. Em 2016 o diretor Renato Andrade usou o recurso no espetáculo "Balada de Gisberta", com a Cia. Barbante de Teatro - São Paulo 
Soler diz que para a coleta de dados históricos é possível servir-se de depoimentos, relatos, entrevistas de pessoas envolvidas com o fato histórico; à falta desses meios os documentos, cartas, diários, fotografias, vídeos, etc. podem ser usados para a criação do espetáculo.